# Campeonato Europeo de Tiro de 2015
El XXXV Campeonato Europeo de Tiro se celebró en Maribor (Eslovenia) entre el 19 y el 31 de julio de 2015 bajo la organización de la Confederación Europea de Tiro (ESC) y la Unión Eslovena de Tiro Deportivo.
Las competiciones se realizaron en el Centro de Tiro Gaj Pragersko de la ciudad eslovena.

## Resultados

### Masculino
| Evento                                 | Oro                               | Plata                                | Bronce                                 |
| -------------------------------------- | --------------------------------- | ------------------------------------ | -------------------------------------- |
| Rifle 3 posiciones 300 m (30.07)       | Péter Sidi · Hungría · 1175 pts.  | Gernot Rumpler · Austria · 1174 pts. | Rajmond Debevec Eslovenia 1171 pts.    |
| Rifle 3 posiciones 300 m (equipos)     | Francia 3501                      | Noruega · 3487                       | Suiza · 3485                           |
| Rifle en pos. tendida 300 m (28.07)    | Valerian Sauveplane Francia 599   | Rajmond Debevec Eslovenia 597 (38x)  | Stefan Raser · Austria · 597 (36x)     |
| Rifle en pos. tendida 300 m (equipos)  | Austria · 1790                    | Francia 1788 (108x)                  | Suecia · 1788 (98x)                    |
| Rifle estándar 300 m (31.07)           | Valerian Sauveplane Francia 586   | Josselin Henry Francia 584 (24x)     | Péter Sidi · Hungría · 584 (23x)       |
| Rifle estándar 300 m (equipos)         | Francia 1751                      | Noruega · 1744                       | Austria · 1731                         |
| Rifle 3 posiciones 50 m (24.07)        | Serguei Kamenski · Rusia · 456,7  | Alexis Rynaud Francia 455,2          | Daniel Brodmeier · Alemania · 445,3    |
| Rifle 3 posiciones 50 m (equipos)      | Rusia · 3524                      | Alemania · 3523                      | Francia 3511                           |
| Rifle en pos. tendida 50 m (22.07)     | Serguei Kovalenko · Rusia · 209,2 | Serguei Kamenski · Rusia · 208,1     | Vitali Bubnovich · Bielorrusia · 186,1 |
| Rifle en pos. tendida 50 m (equipos)   | Rusia · 1874,1                    | Austria · 1873,4                     | Noruega · 1870,6                       |
| Pistola 50 m (25.07)                   | João Costa Portugal 188,8         | Francesco Bruno · Italia · 187,4     | Serguei Cherviakovski · Rusia · 168,6  |
| Pistola 50 m (equipos)                 | Rusia · 1664                      | Bielorrusia · 1651                   | Italia · 1644                          |
| Pistola rápida de fuego 25 m (27.07)   | Oliver Geis · Alemania · 34       | Alexei Klimov · Rusia · 33           | Jorge Llames · España · 26             |
| Pistola rápida de fuego 25 m (equipos) | Alemania · 1742 (63x)             | Ucrania · 1742 (59x)                 | Francia 1722                           |
| Pistola de fuego 25 m (31.07)          | Christian Reitz · Alemania · 595  | Pål Hembre · Noruega · 585           | Leonid Yekimov · Rusia · 584           |
| Pistola de fuego 25 m (equipos)        | Alemania · 1754                   | Turquía 1739                         | Rusia · 1734                           |
| Pistola estándar 25 m (30.07)          | Alexei Klimov · Rusia · 573+49    | Christian Reitz · Alemania · 573+48  | Roman Bondaruk · Ucrania · 570         |
| Pistola estándar 25 m (equipos)        | Alemania · 1700                   | Francia 1691                         | Rusia · 1684                           |
| Blanco móvil 50 m (24.07)              | Dmitri Romanov · Rusia · 591      | Mijail Azarenko · Rusia · 590+19     | Maxim Stepanov · Rusia · 590+18        |
| Blanco móvil 50 m (equipos)            | Rusia · 1770                      | Suecia · 1745                        | Hungría · 1741                         |
| Blanco móvil mixto 50 m (22.07)        | Maxim Stepanov · Rusia · 396      | Emil Martinsson · Suecia · 394       | Łukasz Czapla · Polonia · 390          |
| Blanco móvil mixto 50 m (equipos)      | Rusia · 1172                      | Finlandia · 1158                     | Hungría · 1150                         |
| Foso (29.07)                           | Giovanni Pellielo · Italia ·      | Alberto Fernández · España ·         | Boštjan Maček Eslovenia                |
| Foso (equipos)                         | Eslovaquia · 358                  | Turquía 357                          | España · 357                           |
| Doble foso (25.07)                     | Daniele Di Spigno · Italia ·      | Håkan Dahlby · Suecia ·              | Andreas Löw · Alemania ·               |
| Doble foso (equipos)                   | Reino Unido 420                   | Italia · 417                         | Rusia · 417                            |
| Skeet (22.07)                          | Luigi Lodde · Italia ·            | Efthimios Mitas · Grecia ·           | Jesper Hansen Dinamarca                |
| Skeet (equipos)                        | Rusia · 366                       | Noruega · 360                        | Italia · 360                           |

### Femenino
| Evento                                | Oro                                      | Plata                                | Bronce                              |
| ------------------------------------- | ---------------------------------------- | ------------------------------------ | ----------------------------------- |
| Rifle 3 posiciones 300 m (29.07)      | Lisa Müller · Alemania · 585             | Hannah Pugsley Reino Unido 577       | Lessia Leskiv · Ucrania · 576       |
| Rifle 3 posiciones 300 m (equipos)    | Alemania · 1720                          | Suiza · 1714                         | Estonia 1696                        |
| Rifle en pos. tendida 300 m (27.07)   | Lisa Müller · Alemania · 594 (32x)       | Hannah Pugsley Reino Unido 594 (30x) | Bettina Bucher · Suiza · 593        |
| Rifle en pos. tendida 300 m (equipos) | Suiza · 1775                             | Alemania · 1770                      | Estonia 1767                        |
| Rifle 3 posiciones 50 m (21.07)       | Ivana Maksimović Serbia 451,5            | Petra Zublasing · Italia · 451,4     | Barbara Engleder · Alemania · 440,7 |
| Rifle 3 posiciones 50 m (equipos)     | Polonia · 1735                           | Alemania · 1733                      | República Checa · 1733              |
| Rifle en pos. tendida 50 m (23.07)    | Adéla Sýkorová · República Checa · 623,8 | Snježana Pejčić · Croacia · 621,2    | Yuliya Karimova · Rusia · 619,4     |
| Rifle en pos. tendida 50 m (equipos)  | Alemania · 1850,9                        | República Checa · 1850,4             | Rusia · 1847,9                      |
| Pistola 25 m (23.07)                  | Zsófia Csonka · Hungría ·                | Viktoriya Chaika · Bielorrusia ·     | Olena Kostevych · Ucrania ·         |
| Pistola 25 m (equipos)                | Ucrania · 1734                           | Rusia · 1733                         | Bulgaria 1729                       |
| Foso (26.07)                          | Zuzana Štefečeková · Eslovaquia ·        | Yekaterina Rabaya · Rusia ·          | Jessica Rossi · Italia ·            |
| Foso (equipos)                        | Italia · 211                             | Eslovaquia · 210                     | Francia 210                         |
| Skeet (24.07)                         | Christine Wenzel · Alemania ·            | Danka Barteková · Eslovaquia ·       | Andri Eleftheriu Chipre             |
| Skeet (equipos)                       | Eslovaquia · 214                         | Chipre 210                           | Reino Unido 209                     |

## Medallero
| Núm. | País            | Oro | Plata | Bronce | Total |
| ---- | --------------- | --- | ----- | ------ | ----- |
| 1    | Rusia           | 11  | 5     | 8      | 24    |
| 2    | Alemania        | 10  | 4     | 3      | 17    |
| 3    | Francia         | 4   | 4     | 3      | 11    |
| 4    | Italia          | 4   | 3     | 3      | 10    |
| 5    | Eslovaquia      | 3   | 2     | 0      | 5     |
| 6    | Hungría         | 2   | 0     | 3      | 5     |
| 7    | Austria         | 1   | 2     | 2      | 5     |
| 8    | Reino Unido     | 1   | 2     | 1      | 4     |
| 9    | Ucrania         | 1   | 1     | 3      | 5     |
| 10   | Suiza           | 1   | 1     | 2      | 4     |
| 11   | República Checa | 1   | 1     | 1      | 3     |
| 12   | Polonia         | 1   | 0     | 1      | 2     |
| 13   | Portugal        | 1   | 0     | 0      | 1     |
| 13   | Serbia          | 1   | 0     | 0      | 1     |
| 15   | Noruega         | 0   | 4     | 1      | 5     |
| 16   | Suecia          | 0   | 3     | 1      | 4     |
| 17   | Bielorrusia     | 0   | 2     | 1      | 3     |
| 18   | Turquía         | 0   | 2     | 0      | 2     |
| 19   | Eslovenia       | 0   | 1     | 2      | 3     |
| 19   | España          | 0   | 1     | 2      | 3     |
| 21   | Chipre          | 0   | 1     | 1      | 2     |
| 22   | Croacia         | 0   | 1     | 0      | 1     |
| 22   | Finlandia       | 0   | 1     | 0      | 1     |
| 22   | Grecia          | 0   | 1     | 0      | 1     |
| 25   | Estonia         | 0   | 0     | 2      | 2     |
| 26   | Bulgaria        | 0   | 0     | 1      | 1     |
| 26   | Dinamarca       | 0   | 0     | 1      | 1     |
|      | TOTAL           | 42  | 42    | 42     | 126   |